# Нахда

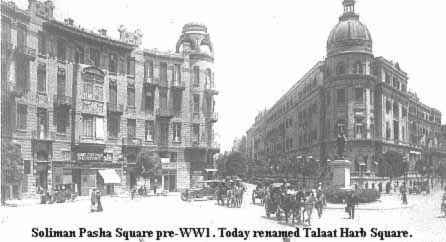
Каїр в період Нахди

Нахда, ан-Нахда (араб. النهضة — пробудження) — період культурних змін в арабському світі в XIX — поч. XX ст, які виникли на хвилі аналогічних явищ в Османській імперії (танзимат) і були схожими на національне
відродження в країнах Центральної та Східної Європи.
Початок Нахди було пов'язано з діяльністю Ріфаа ат-Тахтаві — випускника медресе аль-Азхар, перекладача та просвітителя, який шість років прожив у Франції, став свідком Липневої революції і намагався прищепити єгипетському суспільству елементи європейської культури. Ат-Тахтаві організував в Каїрі державну школу іноземних мов та заснував першу арабську газету — «Вісник Єгипту».

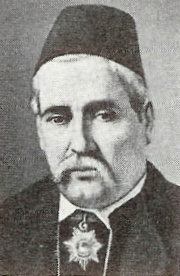
Бутрус Бустані — ліванський діяч Нахди

Ліванець Бутрус аль-Бустані створив у Бейруті науково-освітнє товариство та першу сучасну арабську середню школу.
Друга половина XIX ст. ознаменувалася творчістю мусульманських богословів-модерністів Афгані і М. Абдо, пов'язаних з виникненням панісламізму.
У світській літературі були помітні досягнення поетів — Ахмед Шаукі, І. Хафіза, Х. Джебрана. У 1914 р з'явилася книга Х. Хайкала «Зейнаб», що вважається першим сучасним єгипетським романом. У період Нахди з'явилися газети, нові енциклопедії та словники.
З Європи в цей же час були запозичені політичні ідеї парламентаризму, конституціоналізму, націоналізму. Вони зіграли свою роль в розпаді Османської імперії.